# 530
سنة 530 م (بالأرقام الرومانية: DXXX) كانت سنة بسيطة تبدأ يوم الثلاثاء (الرابط يظهر نموذج الجدول الزمني الكامل للسنة) من التقويم اليولياني. بدأت تسمية السنة ب 530 منذ العصور الوسطى المبكرة، عندما أصبح تقويم أنو دوميني هو الأسلوب السائد في أوروبا لتسمية السنوات.

## مواليد
- أوس بن حجر

## وفيات
- فيلكس الرابع
- امرؤ القيس بن أبان